# Muni Long
Priscilla Renea Hamilton (Gifford, 14 de setembro de 1988) é uma cantora e compositora norte-americana.